# John Hillcoat
John Hillcoat, född 14 augusti 1961 i Brisbane, Queensland, är en australisk filmregissör, manusförfattare och musikvideoregissör. Han har regisserat åtskilliga musikvideor, till exempel för Siouxsie and the Banshees, Depeche Mode och Nick Cave and the Bad Seeds.

## Filmografi i urval
- 2009 – Vägen
- 2012 – Lawless
- 2016 – Triple 9